# Venturia atricolor
Venturia atricolor är en stekelart som först beskrevs av Gyorfi 1946.  Venturia atricolor ingår i släktet Venturia och familjen brokparasitsteklar. Inga underarter finns listade i Catalogue of Life.